# Спомен-чесма у Тулову
Спомен-чесма у Тулову чији је аутор академски вајар Ђорђе Васић откривена је 1. маја 1973. године. Подигли су је житељи села Тулово и Општинског одбора СУБНОР-а Лесковац у знак захвалности палим борцима Другог светског рата из тог места.

## Изглед и симболика чесме
Спомен-плочу чине три скулптуралне форме које полазе из троугла и уједно чине сливиште чесме. Уметник је на тај начин представио тројицу бораца који се спајају у једно, постају исти идеал. Посечени непријатељским куршумима, на том месту остављају своје животе. Три пропуста кроз које протиче вода симболизују живот који непрестано тече тако да идеали, за које су борци положили животе, бивају остварени. 

## Натпис на плочи
Они у нама битишу - ми у другима бићемо.
Ђорђевић Влада              1905- XI-1941.
Јовановић Бранко             1908-XI-1941.
Живковић Љубомир         1920- XI-1941.
Николић П. Љубомир       1906- VII-1944.
Стојановић М. Божидар    1913- VI-1944.
Стојановић М. Никола       1911- VI-1944.
Стојановић Ђ. Војислав    1902- VI-1944.
Ж.Ф.Т.
Ђорђевић Т. Влада 1908- XI. 1941.
Јовановић С. Станка 1897- XI.1941.
Станковић Т. Стојадин 1903- XI.1941.
Николић В. Петар 1910- XI.1941.
Јовић Р. Станка1906- XI.1941.
Милосављевић Р. Костадин 1896- XI.1941.
Ранђеловић С. Петар 1906- XI- 1941.
Јовановић С. Бранко 1921- XI.1941.
Стојановић М. Љубомир 1902- XI.1941.
Пешић В. Васиљка 1911- XI.1941.
Ранђеловић Д. Крста 1919- XI.1941.
Османовић Ђ. Драгутин 1919- XI.1941.
Николић Ђ. Владимир 1900- XI.1941.
Јовановић М. Трајко 1910- XI.1941.
Ранђеловић Ђорђе 1907- XI.1941.
Момировић П. Глигорије 1883- XI.1941. 